# 노우진
노우진(1980년 6월 27일~)은 대한민국의 희극 배우이다.
그의 대표작에는 개그 콩트 코너 〈달인〉이 있다. 그의 현재 주요 거주지는 경기도 고양이다.

## 생애
1999년 연극배우 첫 데뷔하였고 이듬해 2000년 뮤지컬배우 데뷔하였으며 이후 2005년 KBS 한국방송공사 20기 공채 개그맨으로 정식 데뷔하였다. 서울 배재중학교와 배재고등학교를 거쳐 전주대학교에서 체육학과를 전공했으며, 소속사는《엘비엠》이다.
배재중학교 및 배재고등학교 재학 시절에 축구부 선수로 활동하기도 했다. 당시 차두리가 학교 동기이고, 송종국이 1년 선배이며, 조원희가 3년 후배이기도 하다. 그는 대학에 진학한 뒤 중학교 때부터 방송과 관계되는 일을 하고 싶은 꿈을 이루기 위해 축구를 그만뒀고 군대에서 제대한 직후인 2005년 3월 KBS 공채 개그맨이 되면서 데뷔하였다.

## 사건
2020년 7월 15일 영등포구 올림픽대로에서 술을 마시고 음주운전을 하다가 시민의 의심 신고로 경찰이 출동했고, 추격전을 벌인 끝에 체포되었다. 노우진은 인스타그램 계정을 비공개 계정으로 바꾸면서 이번 사건에 대해 사죄하고 자숙하겠다는 사과문을 올렸으나, 도주 시도 건에 대한 사과가 없다는 이유로 논란을 빚었다.

## 방송
- KBS2 《개그콘서트》
  - 《우리 사이에》
  - 《근데 이미》
  - 《미래 검객》
  - 《범죄의 재구성》
  - 《북두신권》
  - 《친절한 아저씨》
  - 《선후배뉴스》
  - 《뮤지컬》
  - 《천사들의 합창》
  - 《하얀 옥탑》
  - 《달인을 만나다》
  - 《달인》 김병만의 수제자
  - 《구리스》
  - 《꽃보다 남자》
  - 《미니 뮤지컬》
  - 《송이병 뭐하냐》
  - 《왕게임》
  - 《그래 그래》
  - 《렛잇비》 노대리 역
  - 《유민상 장가보내기 프로젝트》
  - 《대륙의 별》
  - 《과대명상》
- KBS2 《폭소클럽2》
- KBS2 《TV유치원 파니파니》 - 팜팜 역
- KBS2 《출발드림팀 시즌 2》
- SBS 《정글의 법칙》
- 2011년 ~ 2012년 KBS2 《자유선언 토요일 - 가족의 탄생》
- JTBC 《이수근 김병만의 상류사회》
- JTBC 《신동엽 김병만의 개구쟁이》
- SBS 《추석특집 코미디쇼 이수근 김병만의 10년의 꿈》
- JTBC 《시트콩 로얄빌라》
- MBC 《찾아라! 맛있는 TV》
- MBC 《생방송 오늘 아침》
- KBS2 《우리동네 예체능》
- MBC 《못난이 송편》
- SBS 《그래, 그런거야》
- KTV 《체인지 대한민국 시민의 한 수》

## 광고
- 본스치킨
- 롯데칠성음료 레쓰비 카페타임

## 유행어
- 넌 밀폐된 공간 안에 있어 (범죄의 재구성)
- 걸려들었어 (범죄의 재구성)
- 우린 너에 대해 다 알고있어. 너 oo하면 oo하지 (범죄의 재구성)
- 무조건이지!!(왕게임)
- 그래.(그래 그래)
- 어허! 또 말대꾸, 말대꾸 (그래 그래)
- 이번 사건 니가 했다고 그래 (그래 그래)
- 나 안간다고 그래 (그래 그래)
- 여러분 힘내요 여러분 웃어요 힘들고 지쳐도 웃어요~우↑ (렛잇비)
- 치. (달인)
- 감사합니다. (달인)

## 수상
- 2008년 KBS 연예대상 코미디부문 최우수코너상

| KBS 연예대상 《최우수 아이디어상》 |                             |        |
| 2007년                             | 2008년 김병만, 류담, 노우진 | 2009년 |
| -                                  | 2008년 김병만, 류담, 노우진 | -      |
|                                    |                             |        |
|                                    | 개그콘서트 - 달인           |        |